# Karl Ludwig Hencke
| (5) Astrea | 8 de desembre de 1845 |
| 6 Hebe     | 1 de juliol de 1847   |

Karl Ludwig Hencke (8 d'abril de 1793 - 21 de setembre de 1866) va ser un astrònom aficionat alemany.
Hencke va néixer a Driesen (Brandengurg, actualment Drezdenko a Polònia). Va ser voluntari a les Guerres de la Sisena Coalició (Befreiungskriege) de Prússia però va ser ferit a Lützen. Després que es retirés va viure a la seva ciutat natal on va treballar com a jutge de la cort de la ciutat.
Va descobrir dos asteroides des del seu observatori privat comparant mapes d'estrelles. També va treballar millorant mapes d'estrelles.
Va morir a Marienwerder (actualment Kwidzyn), llavors part de Prússia.
L'asteroide (2005) Hencke es va anomenar en honor seu.